# Liste der Althistoriker der Universitäten in Hamburg
In der Liste der Althistoriker in Hamburg werden alle Hochschullehrer gesammelt, die an der Universität Hamburg und der Helmut-Schmidt-Universität/Universität der Bundeswehr Hamburg das Studienfach Alte Geschichte lehrten oder lehren. Das umfasst im Normalfall alle regulären Hochschullehrer, die Vorlesungen halten durften, also habilitiert waren. Namentlich sind das Ordinarien, Außerplanmäßige Professoren, Juniorprofessoren, Gastprofessoren, Honorarprofessoren, Lehrstuhlvertreter und Privatdozenten. Althistoriker des Mittelbaus (Dozenten: Assistenten und Mitarbeiter) sind nur in begründeten Ausnahmefällen (etwa als Akademische Räte auf Lebenszeit) berücksichtigt.
Die Universität Hamburg wurde 1919 gegründet, seitdem gibt es auch einen Lehrstuhl für Alte Geschichte. 1949 wurde zusätzlich ein Außerordentlicher Professor berufen. 1962 wurde ein zweiter Lehrstuhl eingerichtet, 1978 eine dritte Professur und 1982 eine vierte. Nach Ausscheiden mehrerer Professoren wurden die Professorenstellen bis 2005 auf zwei reduziert. An der Universität der Bundeswehr, die 1971 gegründet wurde, gibt es den Magisterstudiengang seit 1990. Der Althistorische Lehrstuhl wurde jedoch erst später eingerichtet. Damit gibt es derzeit in Hamburg drei althistorische Professuren.
Angegeben ist in der ersten Spalte der Name der Person und ihre Lebensdaten, in der zweiten Spalte wird der Eintritt in die Universitäten angegeben, in der dritten Spalte das Ausscheiden. Spalte vier nennt die höchste an der jeweiligen Universität erreichte Position. An anderen Universitäten kann der entsprechende Dozent eine noch weitergehende wissenschaftliche Karriere gemacht haben. Die nächste Spalte nennt Besonderheiten, den Werdegang oder andere Angaben in Bezug auf die Universität oder das Institut. In der letzten Spalte werden Bilder der Dozenten gezeigt, was derzeit aufgrund der Bildrechte jedoch zum Teil schwer ist.

## Universität Hamburg
| Wissenschaftler                   | von  | bis  | Funktionen                  | Bemerkungen | Bild |
| --------------------------------- | ---- | ---- | --------------------------- | --- | ---- |
| Erich Ziebarth (1868–1944)        | 1919 | 1936 | Ordinarius                  | Erster Lehrstuhlinhaber |      |
| Johannes Hasebroek (1893–1957)    | 1919 | 1925 | Privatdozent                | Wirtschaftshistoriker; wechselte nach Zürich, später nach Köln                                                                         |      |
| Hans Rudolph (1907–1980)          | 1936 | 1976 | Ordinarius                  | Nachfolger Ziebarths; 1936 bis 1941 kommissarischer Lehrstuhlinhaber, anschließend Ordinarius                                          |      |
| Hans Ulrich Instinsky (1907–1973) | 1943 | 1943 | Vertretungsprofessor        | |      |
| Wilhelm Hoffmann (1909–1969)      | 1949 | 1962 | Außerplanmäßiger Professor  | |      |
| Richard Laqueur (1881–1959)       | 1959 | 1959 | Honorarprofessor            | |      |
| Jochen Bleicken (1926–2005)       | 1962 | 1967 | Ordinarius                  | Erster Inhaber des zweiten Lehrstuhles                                                                                                 |      |
| Peter Herrmann (1927–2002)        | 1967 | 1991 | Ordinarius                  | Nachfolger Bleickens |      |
| Joachim Molthagen (* 1941)        | 1969 | 2005 | Ordinarius                  | Inhaber eines vierten Lehrstuhls; 1969 Wissenschaftlicher Angestellter, 1971 Wissenschaftlicher Oberrat, 1982 Ordinarius               |      |
| Jürgen Deininger (1937–2017)      | 1976 | 2002 | Ordinarius                  | Nachfolger Rudolphs |      |
| Dietrich Hoffmann (* 1929)        | 1978 | 1994 | Ordinarius                  | Inhaber eines dritten Lehrstuhls |      |
| Rainer Bernhardt (* 1942)         | 1980 | 1993 | Honorarprofessor            | 1980 Privatdozent, 1985 Honorarprofessor                                                                                               |      |
| Helmut Halfmann (* 1950)          | 1991 |      | Ordinarius                  | Nachfolger Herrmanns |      |
| Christoph Schäfer (* 1961)        | 2002 | 2008 | Ordinarius                  | Nachfolger Deiningers |      |
| Sabine Panzram (* 1970)           | 2003 |      | Außerplanmäßige Professorin | 2003 Wissenschaftliche Assistentin, 2008 Lehrkraft für besondere Aufgaben, 2013 zudem Privatdozentin, 2017 außerplanmäßige Professorin |      |
| Rudolf Haensch (* 1959)           | 2003 | 2003 | Professor                   | Vertretungsprofessor |      |
| Marietta Horster (* 1961)         | 2008 | 2008 | Vertretungsprofessorin      | Vertretungsprofessorin für Schäfer im Sommersemester 2008                                                                              |      |
| Engelbert Winter (* 1959)         | 2008 | 2009 | Vertretungsprofessor        | Vertretungsprofessor für Schäfer im Wintersemester 2008/2009 und Sommersemester 2009                                                   |      |
| Hilmar Klinkott (* 1971)          | 2009 | 2010 | Vertretungsprofessor        | Vertretungsprofessor für Schäfer im Wintersemester 2009/2010 und Sommersemester 2010                                                   |      |
| Michael Rathmann (* 1968)         | 2010 | 2011 | Vertretungsprofessor        | Vertretungsprofessor für Schäfer im Wintersemester 2010/2011 und Sommersemester 2011                                                   |      |
| Werner Rieß (* 1970)              | 2011 |      | Professor                   | W3-Professor; Nachfolger Schäfers |      |
| Kaja Harter-Uibopuu (* 1968)      | 2015 |      | Professorin                 | Nachfolgerin Helmut Halfmanns |      |
| Dorothea Rohde                    |      |      | Vertretungsprofessorin      | |      |

## Helmut-Schmidt-Universität Hamburg – Universität der Bundeswehr
| Wissenschaftler           | von  | bis | Funktionen | Bemerkungen | Bild |
| ------------------------- | ---- | --- | ---------- | ----------- | ---- |
| Burkhard Meißner (* 1959) | 2004 |     | Ordinarius |             |      |